# Top of the Stairs
Top of the Stairs is een nummer van de Amerikaanse rapper Skee-Lo uit 1996. Het is de tweede single van hun debuutalbum I Wish.
Het nummer bevat samples uit Remind Me van Patrice Rushen, en uit Rapper's Delight van The Sugarhill Gang. Na I Wish werd "Top of the Stairs" de tweede single van Skee-Lo. De rapplaat flopte in Amerika, maar werd in het Verenigd Koninkrijk en in Nederland wel een kleine hit. In Nederland bereikte het de 5e positie in de Tipparade, waarmee het succes van de voorganger niet werd geëvenaard.